# U-486
| U-486                      | U-486                                                          | U-486                                                          |
| -------------------------- | -------------------------------------------------------------- | -------------------------------------------------------------- |
|                            |                                                                |                                                                |
|                            |                                                                |                                                                |
|                            |                                                                |                                                                |
| Під прапором               | Третій рейх                                                    | Третій рейх                                                    |
| Спуск на воду              | 12 лютого 1944 року                                            | 12 лютого 1944 року                                            |
| Виведений зі складу флоту  | 12 квітня 1945 року                                            | 12 квітня 1945 року                                            |
| Сучасний статус            | затоплений                                                     | затоплений                                                     |
| Проєкт                     |                                                                |                                                                |
| Тип ПЧ                     | Торпедний ДПЧ                                                  | Торпедний ДПЧ                                                  |
| Основні характеристики     |                                                                |                                                                |
| Швидкість (надводна)       | 17,7 вузлів                                                    | 17,7 вузлів                                                    |
| Швидкість (підводна)       | 7,6 вузлів                                                     | 7,6 вузлів                                                     |
| Робоча глибина занурення   | 100 м                                                          | 100 м                                                          |
| Гранична глибина занурення | 220 м                                                          | 220 м                                                          |
| Екіпаж                     | 44 осіб                                                        | 44 осіб                                                        |
| Розміри                    |                                                                |                                                                |
| Довжина найбільша (по КВЛ) | 67,1 м                                                         | 67,1 м                                                         |
| Ширина корпусу найб.       | 6,2 м                                                          | 6,2 м                                                          |
| Висота                     | 9,6 м                                                          | 9,6 м                                                          |
| Середня осадка (по КВЛ)    | 4,70 м                                                         | 4,70 м                                                         |
| Водотоннажність надводна   | 769 т                                                          | 769 т                                                          |
| Озброєння                  |                                                                |                                                                |
| Артилерія                  | одна палубна гармата калібру 88-мм, одна 20-мм зенітна гармата | одна палубна гармата калібру 88-мм, одна 20-мм зенітна гармата |
| Торпедно- мінне озброєння  | 4 носових і один кормовий ТА. 14 торпед або 26 мін             | 4 носових і один кормовий ТА. 14 торпед або 26 мін             |

U-486 — німецький підводний човен типу VIIC, часів  Другої світової війни.
Замовлення на будівництво човна було віддане 5 червня 1941 року. Човен був закладений на верфі суднобудівної компанії «Deutsche Werke AG» у місті Кіль 8 травня 1943 року під заводським номером 321, спущений на воду 12 лютого 1944 року, 22 березня 1944 року увійшов до складу 5-ї флотилії. Також за час служби входив до складу 11-ї флотилії. Єдиним командиром човна був оберлейтенант-цур-зее Гергард Меєр.
Човен зробив 2 бойових походи, в яких потопив 2 судна та 1 військовий корабель та пошкодив 1 військовий корабель.
Потоплений 12 квітня 1945 року у Північному морі північно-західніше Бергена (60°44′ пн. ш. 04°39′ сх. д. / 60.733° пн. ш. 4.650° сх. д.) торпедою британського підводного човна «Тапір». Весь екіпаж у складі 48 осіб загинув.

## Потоплені та пошкоджені кораблі[3]
| Назва           | Тип                  | Належність      | Дата           | Тоннаж (БРТ) | Вантаж | Статус     | Місце                                                      |
| Silverlaurel    | торгове судно        | Велика Британія | 18 грудня 1944 | 6 142        | 2 949 т какао бобів, 2 423 т пальмової олії, 758 т деревини, 303 т пиломатеріалів, 317 т діоксиду титану, 66 т кави, 30 т волокон та 195 т каучуку | потоплено  | 50°07′ пн. ш. 04°40′ зх. д. / 50.117° пн. ш. 4.667° зх. д. |
| «Леопольдвілль» | військовий транспорт | Бельгія         | 24 грудня 1944 | 11 509       | 2 235 військових та військові матеріали | потоплено  | 49°45′ пн. ш. 01°34′ зх. д. / 49.750° пн. ш. 1.567° зх. д. |
| «Афлек»         | фрегат               | Велика Британія | 26 грудня 1944 | 1 085        | | пошкоджено | 49°48′ пн. ш. 01°43′ зх. д. / 49.800° пн. ш. 1.717° зх. д. |
| «Кепел»         | фрегат               | Велика Британія | 26 грудня 1944 | 1 085        | | потоплено  | 49°50′ пн. ш. 01°41′ зх. д. / 49.833° пн. ш. 1.683° зх. д. |